# Géographie de l'Hérault
La géographie de l'Hérault, département faisant partie de la région Occitanie, dans le Sud de la France, est marquée par la diversité de ses paysages, s'étageant des contreforts du sud du Massif central jusqu'à la mer Méditerranée en passant par les zones de garrigues et la basse plaine du Languedoc viticole, et par son climat typiquement méditerranéen.

## Situation
| \| Garrigues Biterrois Montpelliérais Coutach Larzac Lingas Caroux-Espinouse Escandorgue Gardiole Montagne Noire Séranne Causse d'Aumelas Golfe du Lion L'Hérault Étang de Thau \| Carte topographique de l'Hérault |
| Garrigues Biterrois Montpelliérais Coutach Larzac Lingas Caroux-Espinouse Escandorgue Gardiole Montagne Noire Séranne Causse d'Aumelas Golfe du Lion L'Hérault Étang de Thau                                        |

Le département de l'Hérault faisait partie de la région Languedoc-Roussillon jusqu'au 1er janvier 2016et fait maintenant partie de la région Occitanie. Limitrophe des départements du Gard au nord-est, de l'Aude au sud-ouest, de l'Aveyron au nord et du Tarn à l'ouest, il borde la mer Méditerranée au sud. Son littoral, courbé de façon régulière, se situe à peu près vers la partie centrale du golfe du Lion.
|                       | Département de l'Aveyron | Département du Gard |
| Département du Tarn   | Hérault                  |                     |
| Département de l'Aude | Mer Méditerranée         |                     |

Sa superficie est égale à 6 101 km2, soit 1,1 % environ de celle de la France métropolitaine (543 965 km2), 8,39 % de la région Occitanie et 22,3 % de l'ancienne région Languedoc-Roussillon. C'est le 43e département français par la superficie. Sa plus grande longueur, sur l'axe allant de l'est-nord-est à l'ouest-sud-ouest, est de 145 km. Sa plus grande largeur, sur l'axe allant du nord au sud, est de 76 km .
Les latitudes maximales du département sont:
au nord de Ganges, 43°58'
à l'embouchure de l'Aude, 43°13'
Les longitudes maximales du département sont:
au sud-est de Saint-Pons-de-Thomières, 0°18'
à l'est de Marsillargues, 1°52'
Tel un amphithéâtre orienté vers la Méditerranée au sud-sud-est, le département s'étage, dans sa partie la plus élevée depuis le nord, dans le Massif central avec une partie des monts de Lacaune, des massifs du Caroux et de l'Espinouse ainsi que le sud des Cévennes . L'altitude diminue ensuite progressivement, avec des collines et garrigues, ensuite viennent les plaines urbaines et agricoles, pour enfin atteindre le littoral ,,. 
L'altitude minimale se situe au niveau de la mer et le point culminant du département se trouve à une altitude de 1 151 m au lieu-dit Valbonne. Le plus haut sommet, quant à lui, culmine à 1 124 m. Il s'agit du sommet de l'Espinouse. L’altitude moyenne est d'environ 227 m .
La partie occidentale, autour du bassin de l'Orb, est celle ou l'étagement du terrain est le plus marqué , par rapport aux terrasses successives de la partie orientale, autour du bassin de l'Hérault, constituées en grande partie de formation calcaires réparties de façon désordonné,.

Paysages de l'Hérault :
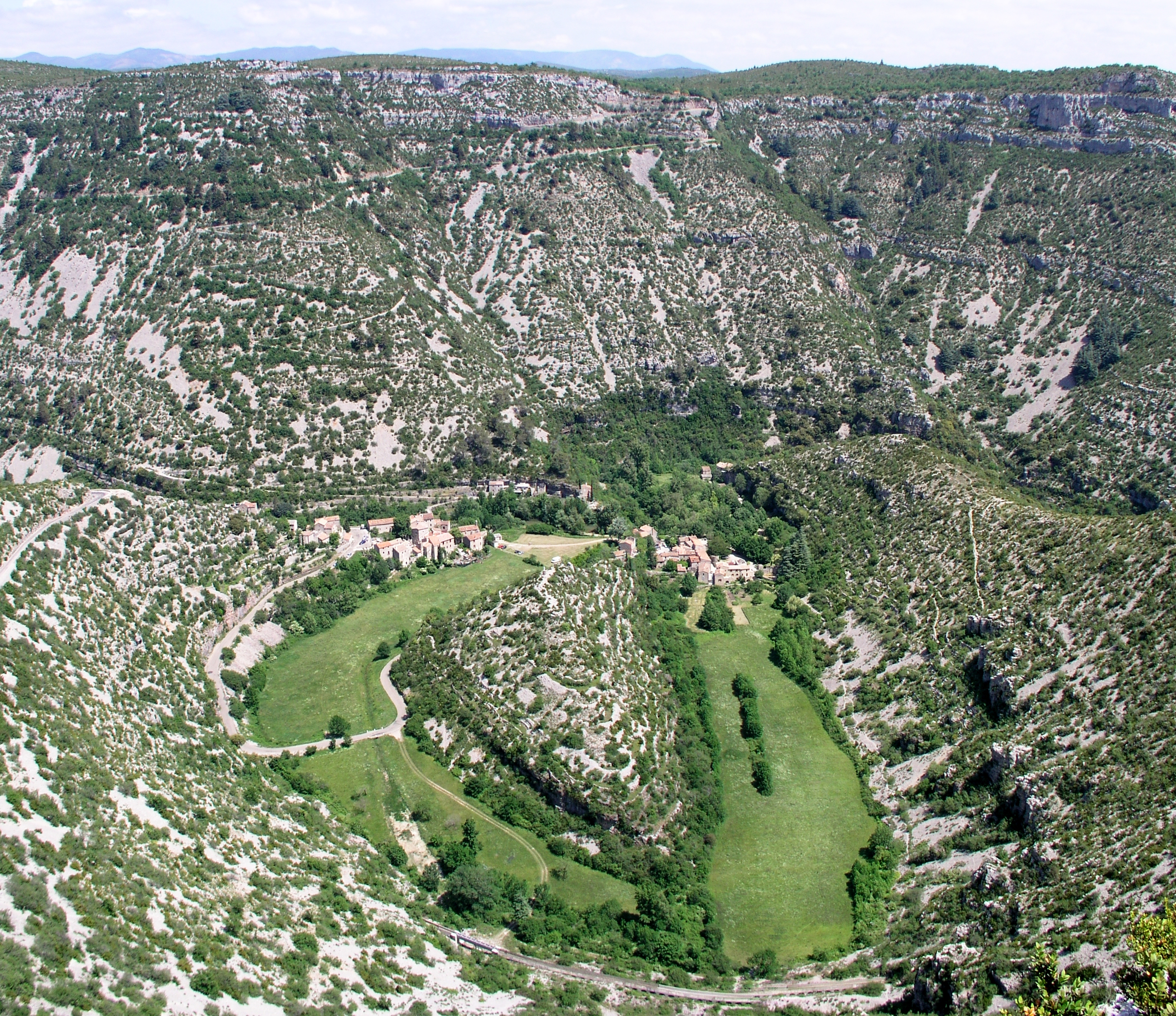
Cirque de Navacelles à la limite avec le Gard.
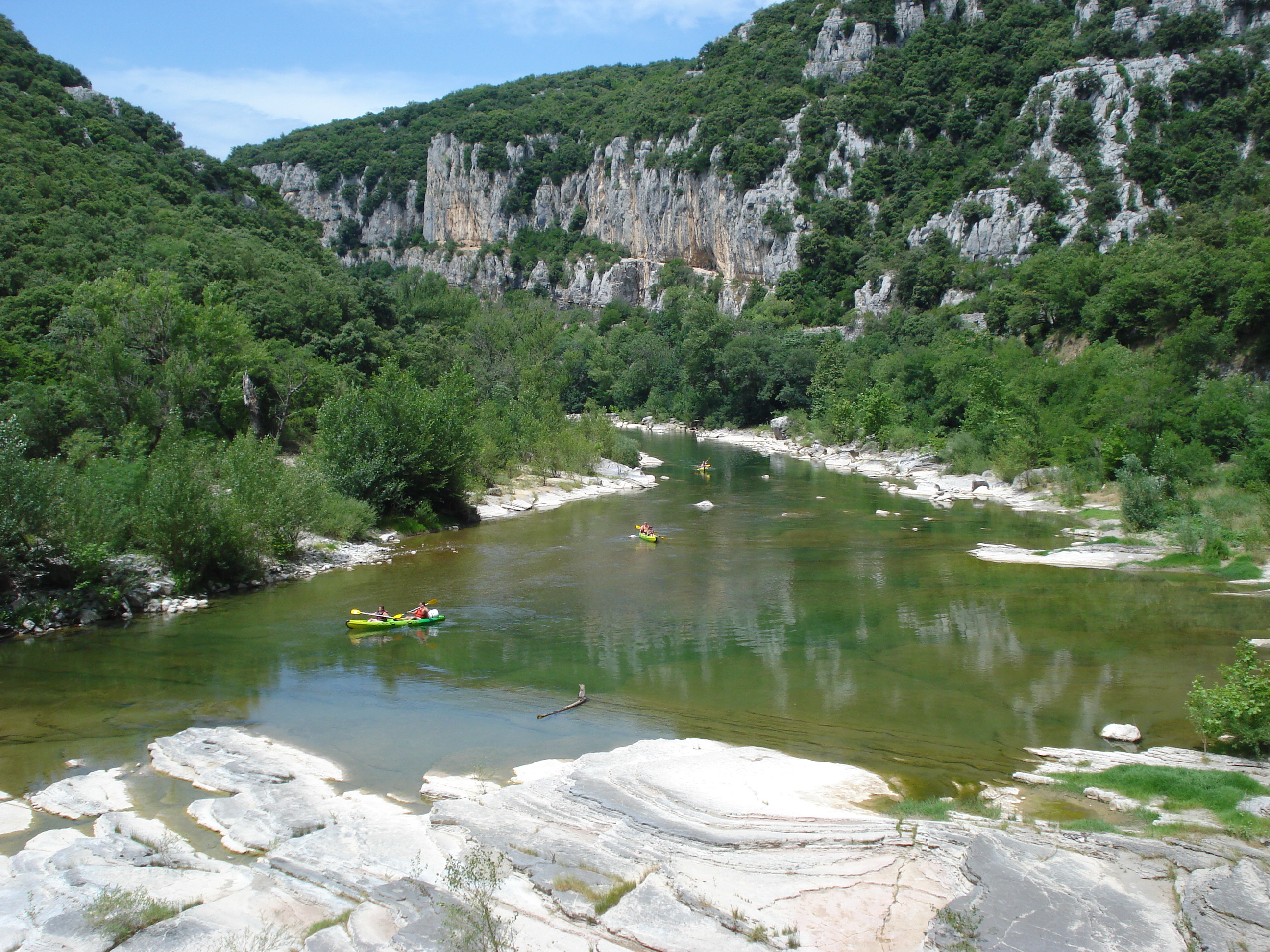
Les gorges de l'Hérault, dans le nord-est.
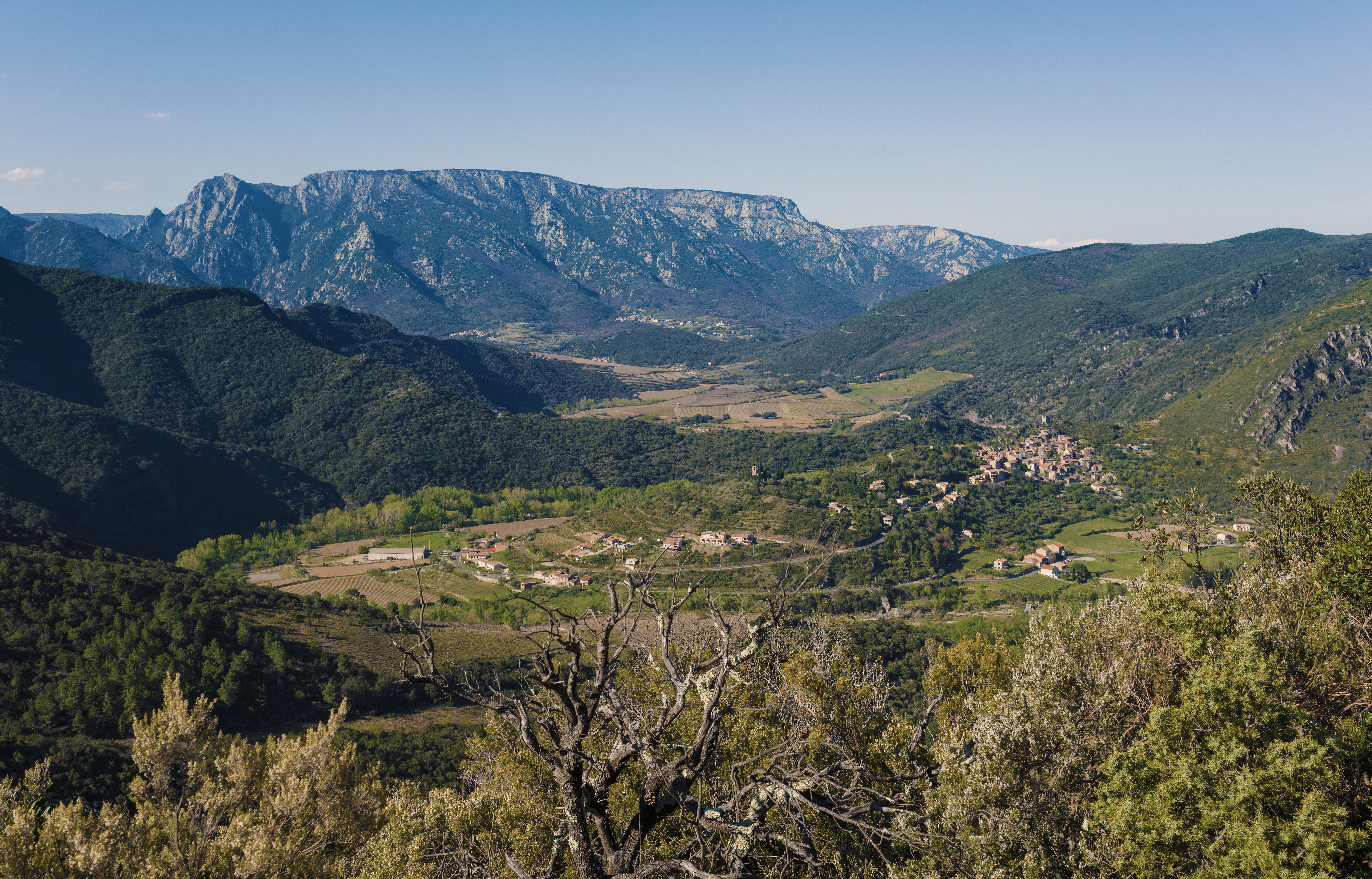
Vieussan et le Mont Caroux, dans l'ouest
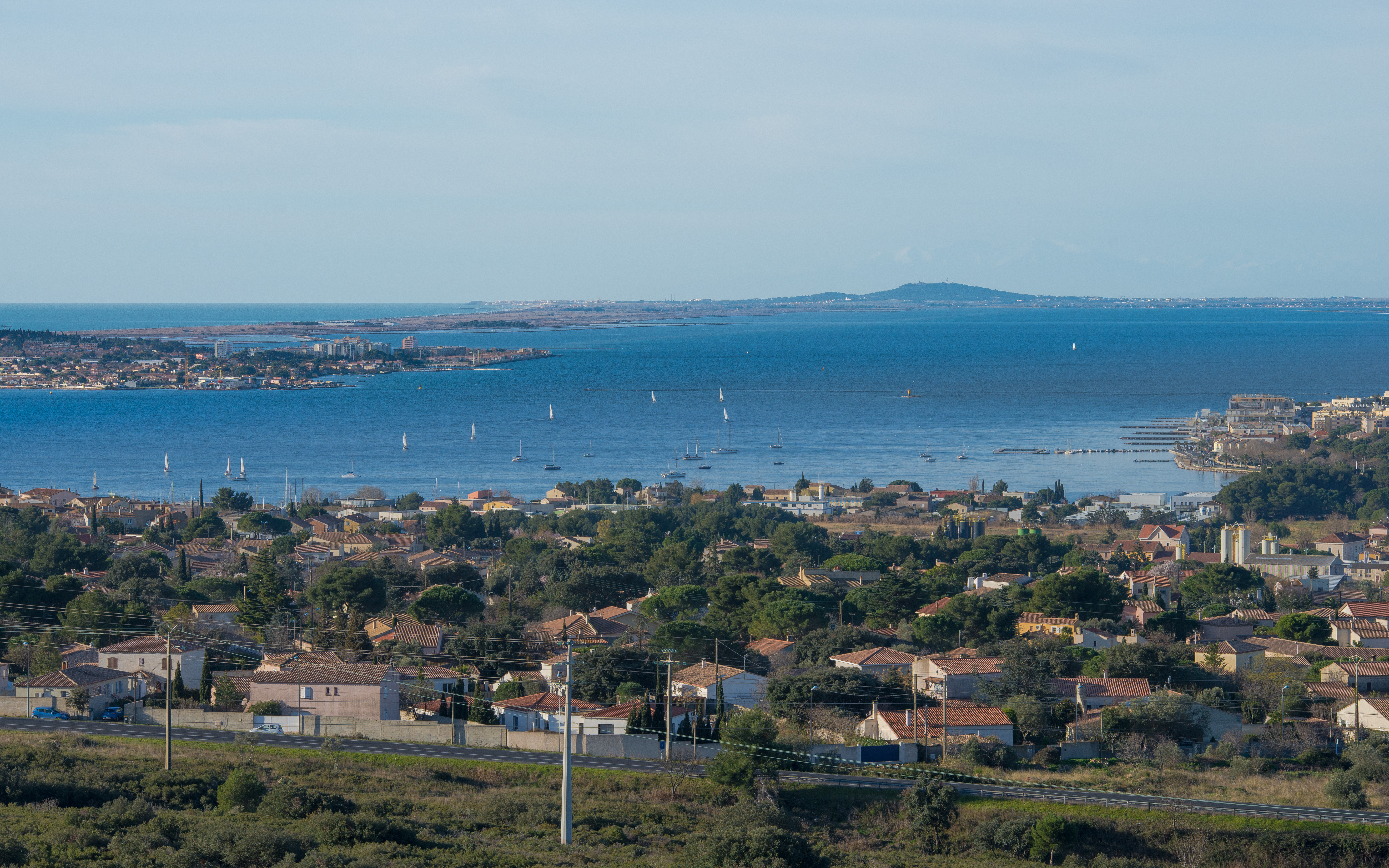
Balaruc-les-Bains sur la côte.

## Géographie physique

### Géologie
Les deux principaux évènements qui ont modelé l'Hérault sont la formation de la chaîne varisque débutant durant le Carbonifère il y a environ 350 millions d'années, et ensuite la formation de la chaîne des Pyrénées durant le Cénozoïque il y a environ 40 millions d'années ,.

#### Paléozoïque
Durant l'Ère Primaire, le Paléozoïque, des argiles et des sédiments calcaires se déposent sur le fond d'un océan, la Téthys. Plus tard lors de la formation de la chaîne varisque ces argiles et sédiments se transforment en schistes et marbres.

##### Carbonifère
La chaîne varisque, dont fait partie entre autres le Massif central, se soulève hors de l'eau, constituée notamment de schiste et de basalte.

### Hydrographie

#### Les fleuves côtiers

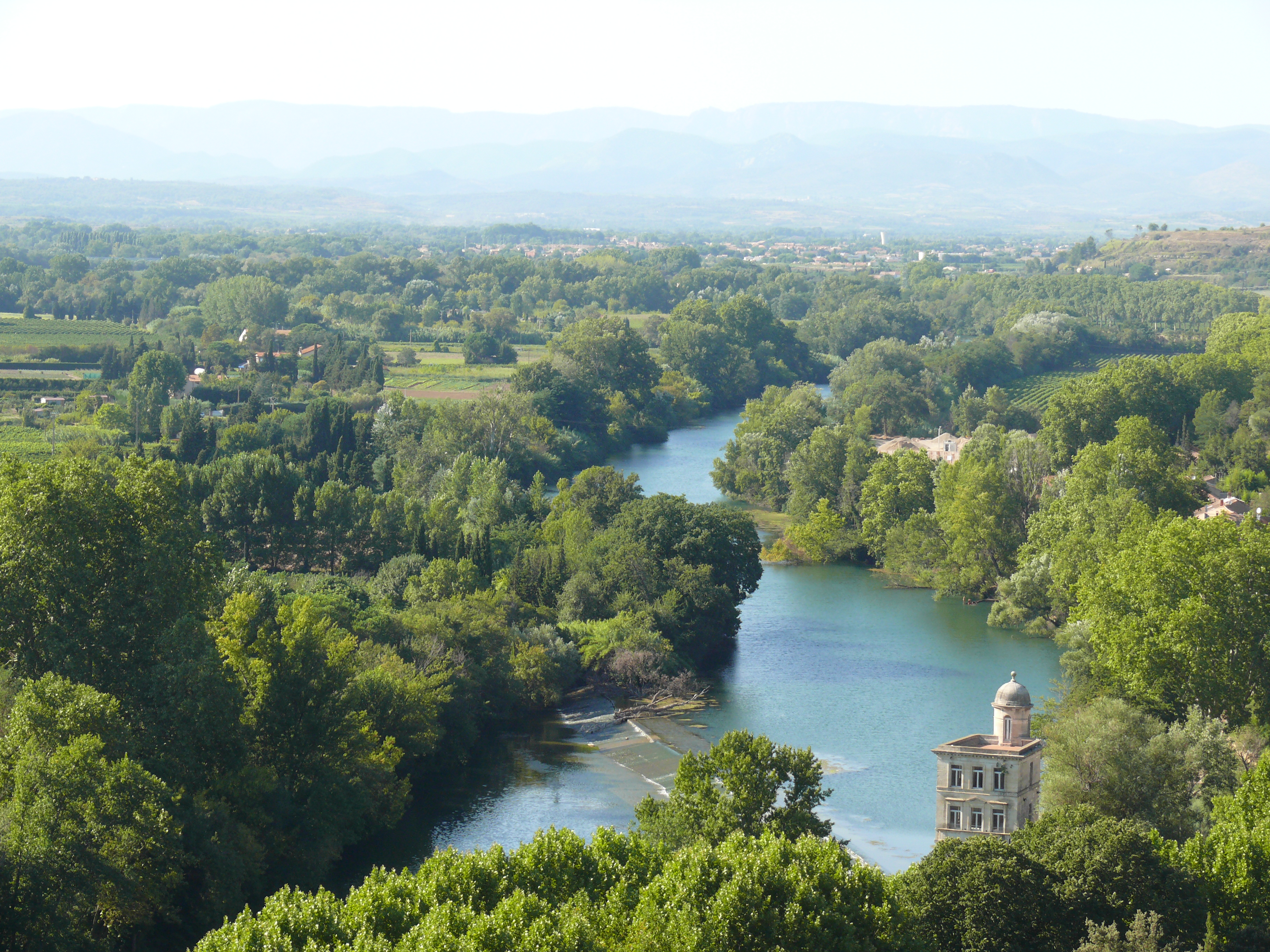
L'Orb à Béziers

Le département de l'Hérault est traversé par plusieurs fleuves côtiers qui prennent naissance dans les contreforts sud du Massif central pour se jeter dans la mer Méditerranée après un parcours d'orientation générale nord-sud relativement bref et à fort dénivelé. Les principaux sont d'est en ouest : le Vidourle qui marque la limite avec le département du Gard, le Lez qui traverse notamment Montpellier, l'Hérault, qui a donné son nom au département, et l'Orb qui arrose Béziers,. À l'ouest, la vallée de l'Aude, fleuve de 224 km issu des Pyrénées, dont le cours est orienté ouest-est, forme la limite avec le département du même nom.
Ces fleuves ainsi que leurs affluents sont caractérisés par leur régime pluvial dit « cévénol », marqué par de brusques variations de débit entraînant des crues soudaines et importantes.

#### Les étangs lagunaires

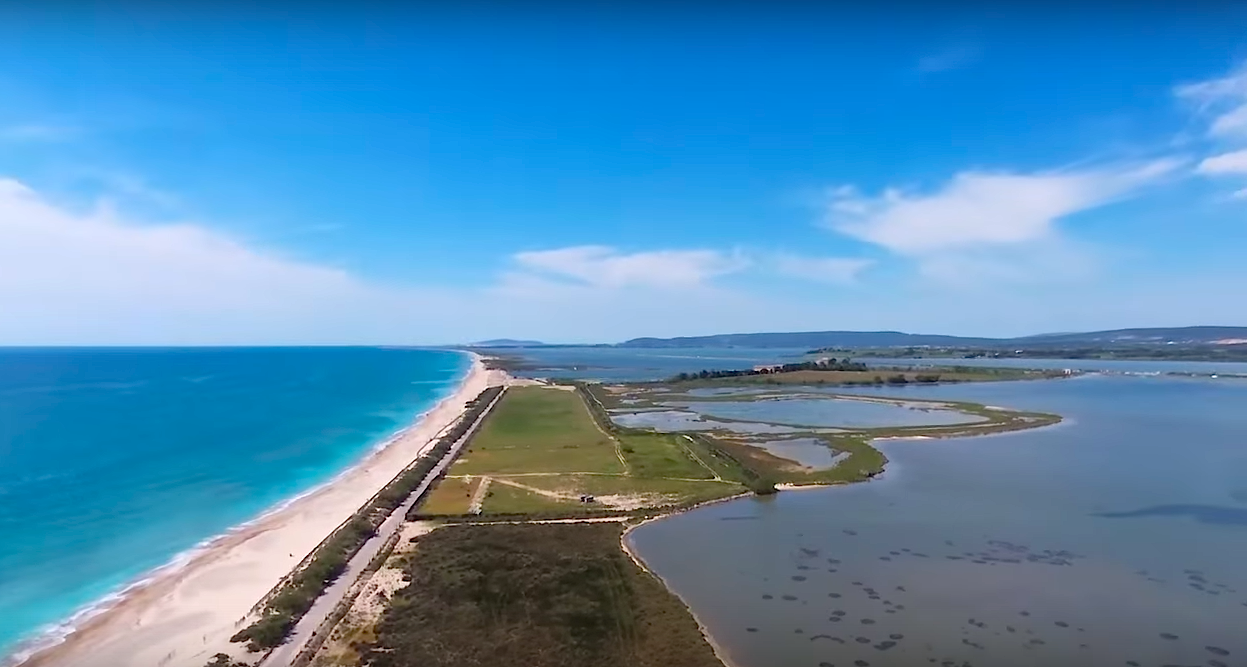
Les étangs palavasiens

Tout le long du littoral héraultais se succèdent lagunes, appelées étangs dans la région, le plus grand d'entre eux est l'étang de Thau avec une superficie d'environ 7 500 hectares,. Ces lagunes sont reliés à la mer Méditerranée par des graus.
Les étangs lagunaires notables du département de l'Hérault sont :
- L'étang de Thau
- Les étangs palavasiens, notamment :
  - L'étang du Méjean
  - L'étang d'Ingril
  - L'étang de Vic
- L'étang du Ponant
- L'étang de Vendres
- L'étang de l'Or

#### Les zones humides naturelles

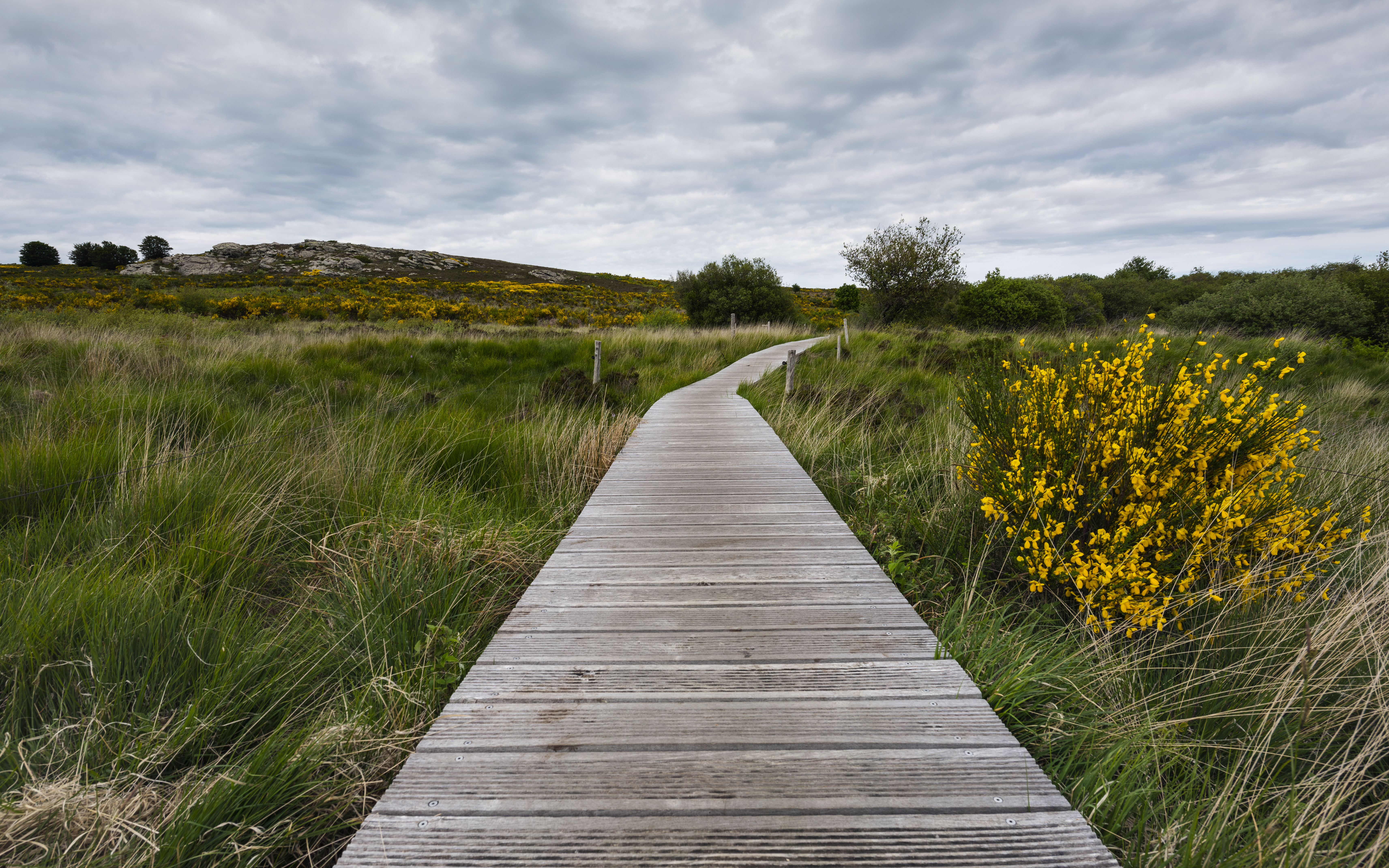
Une passerelle aménagée au-dessus de la tourbière sur le plateau du Caroux

Hormis les étangs lagunaires, les plans d'eau naturels et les zones naturelles humides sont plutôt rares et n'existent que dans la plaine côtière et en altitude dans les massifs granitiques du Caroux et de l'Espinouse.
- À l'ouest de l'étang de Thau, des étangs comblés forment des zones humides relictuelles, comme l'étang de Capestang[16].
- Dans les massifs du Caroux et de l'Espinouse se trouvent des tourbières d’altitude[16].

#### Les lacs artificiels

Le lac du Salagou et son barrage

Tous les lacs du département sont des lacs artificiels. Les plus grands d'entre eux sont:
- Le lac du Salagou
- Le lac de la Raviège
- Le lac de Vézoles
- Le lac d'Avène

#### Les canaux
- Le canal du Midi, qui relie la Garonne, depuis Toulouse, à la mer Méditerranée atteint le département de l'Hérault dans la commune d'Olonzac pour revenir ensuite dans le département de l'Aude [19]. Il entre à nouveau et définitivement dans le département dans le sud de la commune de Cruzy au sud de Montouliers[20]. Le tronçon du canal du Midi situé dans l'Hérault est de long de 63,031 km[19].
- Le canal du Rhône à Sète

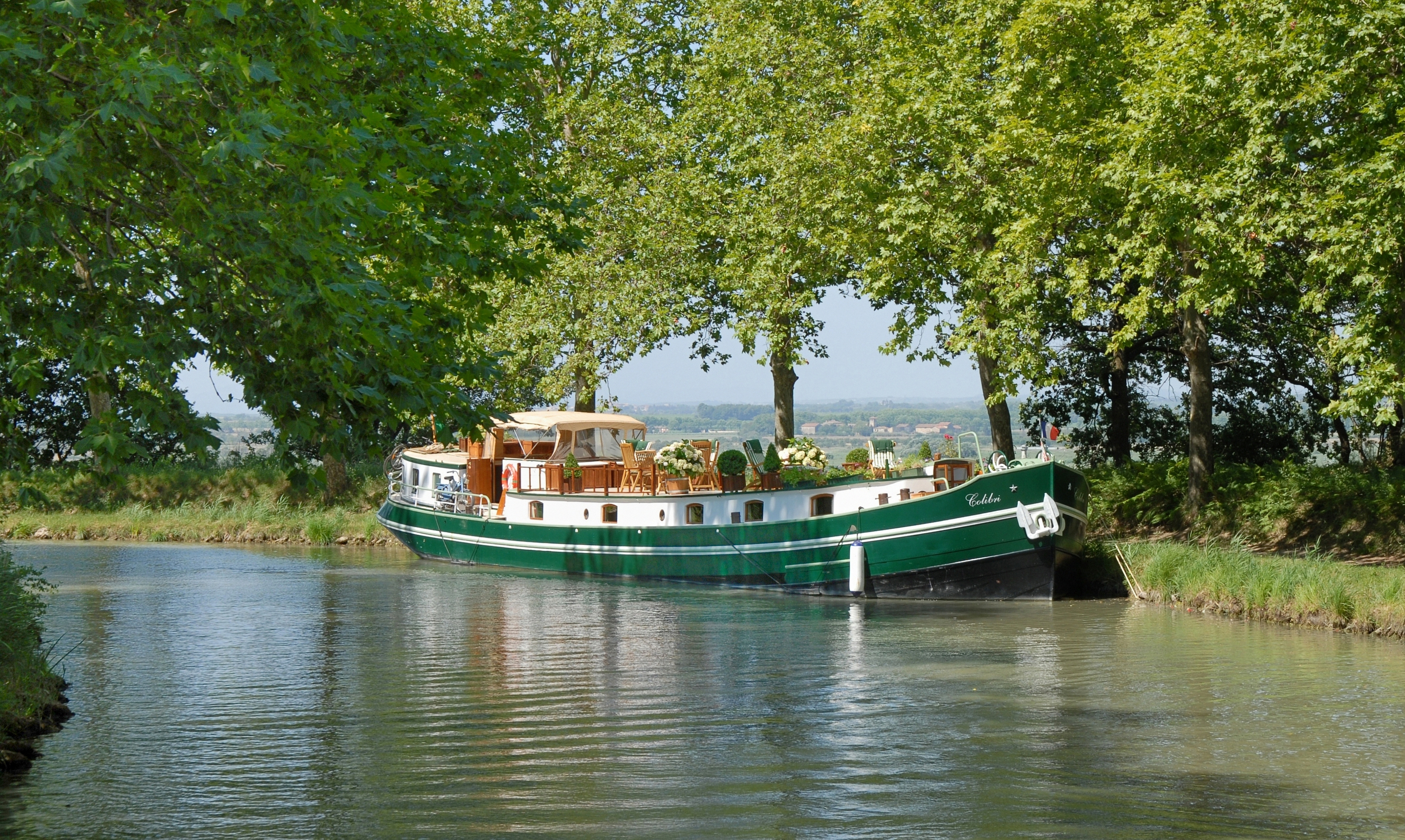
Le canal du Midi à Poilhes
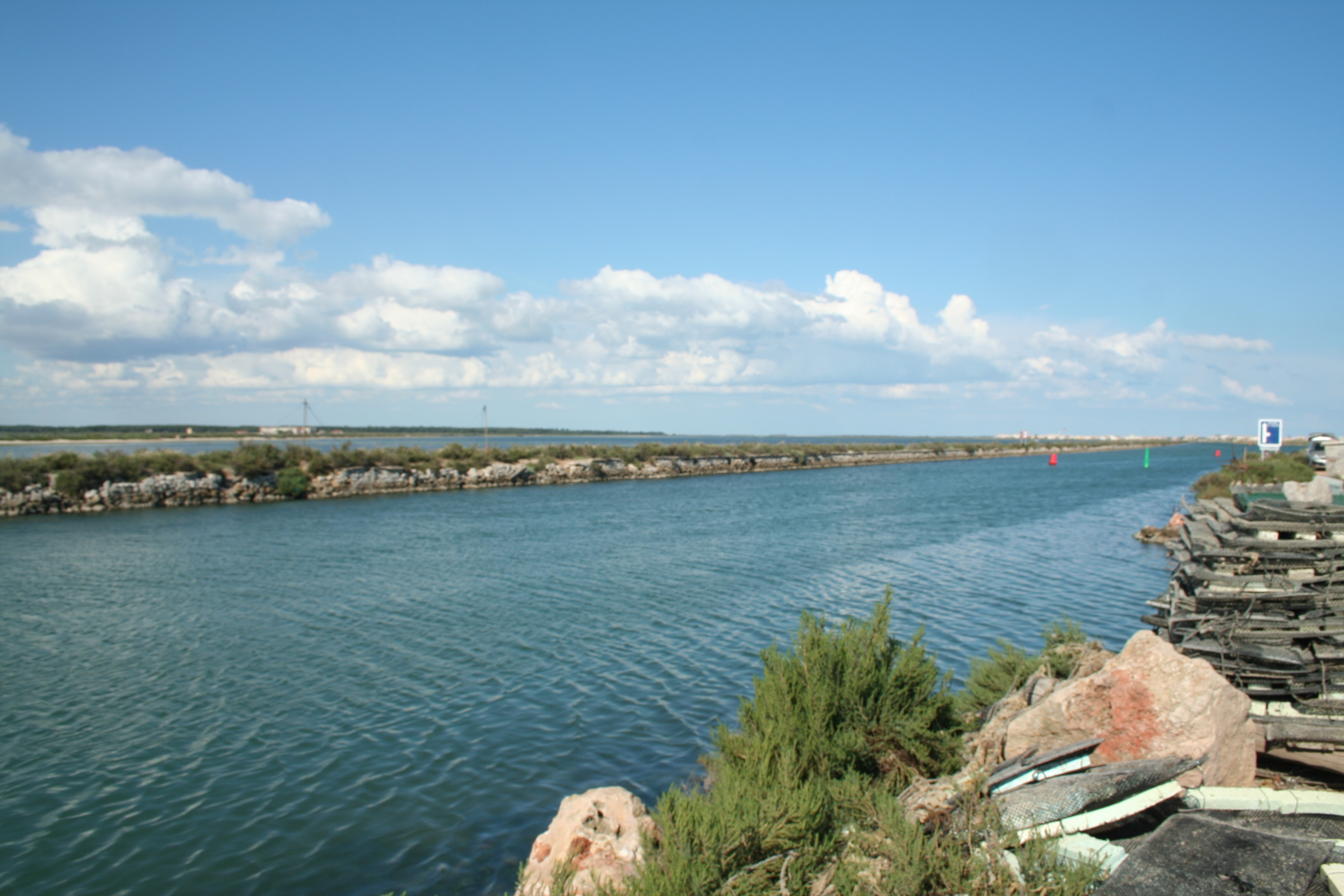
Le canal du Rhône à Sète à Frontignan

### Climat
Dans la plus grande partie de l'Hérault (littoral, plaine du Languedoc, collines de l'arrière-pays) règne un climat méditerranéen aux étés chauds et secs et aux hivers doux. Des influences océaniques se font sentir dans la frange nord-ouest au relief marqué (900 à 1 000 m d'altitude).

## Géographie humaine

### Peuplement
Le département de l'Hérault a été en 2006 le 21e département français à dépasser le million d'habitants.

### Principales villes
- Préfecture et sous-préfectures : Montpellier, Béziers, Lodève
- Autres villes importantes : Sète, Lunel, Agde, Frontignan, Mauguio, Castelnau-le-Lez, Lattes, Saint-Jean-de-Védas